# Făleștii Noi, Fălești

Făleștii Noi este satul de reședință al comunei cu același nume din raionul Fălești, Republica Moldova.

## Personalități

### Născuți în Făleștii Noi
- Ion Russu (n. 1941), diplomat și om de stat moldovean, Ambasador al Republicii Moldova în Ucraina (1994-1998) și Ministru al Agriculturii și Industriei prelucrătoare (1999-2001)